# Куликов, Фёдор Михайлович
Фёдор Миха́йлович Кулико́в (26 января 1925, Каменка, Пензенская губерния — 4 января 2015, Пенза) — советский и российский партийный, государственный и общественный деятель, первый секретарь Пензенского обкома КПСС (1979–1990).

## Семья и образование
Родился 1925 году. Приемный сын в семье железнодорожника — осмотрщика вагонов. В семье было 8 детей.
В 1929 году его отца, как хорошего специалиста, перевели в Пензу, куда он переехал вместе с семьёй.
Окончил 7-летнюю школу в Пензе.
С сентября 1940 по февраль 1943 года — студент Пензенского механического техникума.
С февраля по июнь 1943 года — курсант Ульяновского пехотного училища.
В 1949 году окончил Пензенское ремесленное училище № 6 (Пензенский машиностроительный техникум). Техник-механик. В 1959 году — Пензенский государственный педагогический институт им. В. Г. Белинского. Учитель истории средней школы.

## Великая Отечественная война
Участник трудового фронта (до 1943 года). Наряду с другими студентами Механического техникума был направлен на пензенский завод имени М.В. Фрунзе (ЗиФ). Работал на настольном сверлильном станке, делал взрыватели.
После достижения 18 лет был призван в ряды РККА. Участник Великой Отечественной войны 1941—1945 гг. С июня 1943 по февраль 1945 года — автоматчик 12 гвардейской воздушно-десантной бригады Карельского фронта. С февраля 1945 по февраль 1946 года — помощник старшины 305 полка внутренних войск МВД в г. Белгороде. С февраля по май 1946 года — командир отделения 334 полка пограничных войск МВД в г. Познань (Польша).

## Комсомол
С июня 1946 по февраль 1949 года — секретарь комитета ВЛКСМ Пензенского ремесленного училища № 6. Член ВКП(б) с 1949 года.
С февраля по июль 1949 года — заведующий сектором учёта и статистики Пензенского городского комитета ВЛКСМ. С 1949 по 1951 год — первый секретарь Заводского районного комитета ВЛКСМ г. Пензы. В марте-сентябре 1951 года — второй секретарь Пензенского горкома ВЛКСМ. В 1951–1952 годах первый секретарь Пензенского городского комитета ВЛКСМ.
С октября 1952 по июль 1954 года — второй секретарь Пензенского областного комитета ВЛКСМ. С 1954 по 1955 год — второй секретарь, заведующий отделом комсомольских организаций Пензенского областного комитета ВЛКСМ. С 1955 по 1958 год — первый секретарь Пензенского областного комитета ВЛКСМ.

## Пензенский обком КПСС
Более 30 лет проработал в Пензенском областном комитете КПСС:
- 1958—1960 гг. — заместитель заведующего отделом,
- 1960—1962 гг. — заведующий особым сектором,
- 1962—1963 гг. — заведующий отделом партийных органов Пензенского областного комитета КПСС,
- 1963—1964 гг. — заведующий отделом партийных органов Пензенского сельского обкома КПСС,
- 1964—1973 гг. — заведующий отделом организационно-партийной работы,
- 1973—1979 гг. — секретарь Пензенского областного комитета КПСС.

В 1979—1990 годах — первый секретарь Пензенского областного комитета КПСС.
За время его руководства Пензенской областью в Пензе были построены и введены в эксплуатацию городской молочный комбинат, завод вычислительной техники, завод фотозатворов и другие объекты. На многих предприятиях было усовершенствовано технологическое оборудование, появились первые в области международные производственные объединения. Сохранялись сильные позиции в сельскохозяйственном производстве.
В начале 1980-х годов добился выделения Пензенской области дополнительных средств на строительство жилья, дорог и других объектов. Это позволило завершить строительство всех автомагистралей, связывающих райцентры области с г. Пензой и добиться серьёзного увеличения темпов строительства жилых и административных зданий в сельской местности (в области ежегодно вводилось по 12-15 новых школ).
В марте 1990 года был освобожден от должности первого секретаря Пензенского областного комитета КПСС в связи с уходом на пенсию.

## Советские выборные должности
- Депутат Пензенского областного Совета народных депутатов;
- Депутат и член Президиума Верховного Совета РСФСР (1980—1985);
- Депутат Верховного Совета СССР 11-го созыва;
- Народный депутат СССР (1989-1991);
- Делегат XXVI-го (1981) и XXVII-го (1986) съездов КПСС;
- Делегат XIX-й Всесоюзной партийной конференции;
- Член ЦК КПСС (1981—1990).

С апреля по ноябрь 1991 года работал в Москве в качестве члена Комитета Верховного Совета СССР по делам ветеранов и инвалидов.

## Пензенские общественные организации
После выхода на пенсию принимал участие в деятельности ветеранских и других общественных организаций.
В 1992—1997 годах — председатель Фонда социальной поддержки населения Пензенской области.
С 1997 года — председатель общественной организации «Клуб людей старшего поколения „Ровесники“ г. Пензы».
В 1999—2006 годах — председатель Общественного совета по делам ветеранов при Губернаторе Пензенской области.
Был членом Пензенского областного Совета ветеранов (пенсионеров) войны, труда, Вооруженных Сил и правоохранительных органов, членом Совета при Губернаторе Пензенской области по делам ветеранов.

## Последние годы и смерть
Последние годы проживал в г. Пензе.

Памятник на могиле Фёдора Куликова на Аллее славы Новозападного кладбища Пензы

Скончался в 4 января 2015 года в г. Пензе на 90-м году жизни после продолжительной болезни.
В некрологе, опубликованном региональными властями, было отмечено, что Ф. М. Куликов «многое сделал для развития стратегических отраслей хозяйства и социальной сферы» Пензенской области, его работа «была отмечена глубоким знанием дела, умением находить наиболее эффективные решения сложных проблем».
Некролог был подписан губернатором Пензенской области Василием Бочкарёвым, председателем Законодательного Собрания Пензенской области Иваном Белозерцевым, председателем правительства Пензенской области Михаилом Косым, главой города Пензы Виктором Кувайцевым, главой администрации города Пензы Юрием Кривовым и другими официальными лицами.
Похоронен на Аллее славы на Новозападного кладбища г. Пензы с государственными почестями.

## Награды и звания
- орден Ленина (25 января 1985) — за заслуги перед Коммунистической партией и Советским государством и в связи с шестидесятилетием со дня рождения;
- три ордена Трудового Красного Знамени;
- орден «Знак Почета»;
- орден Отечественной войны I степени;
- орден Отечественной войны II степени;
- медали;
- Почётное звание «Почетный гражданин Пензенской области» (21.01.2000);
- почетный знак губернатора Пензенской области «Во славу земли Пензенской» (2007);
- Памятный знак «За заслуги в развитии города Пензы» (2009)[4].